# Jonathan Dibben
Jonathan Mark Dibben (Southampton, 12 febbraio 1994) è un ex pistard e ciclista su strada britannico. Specialista della pista, è stato campione del mondo della corsa a punti nel 2016 e due volte campione europeo di inseguimento a squadre. Su strada è stato attivo tra gli Elite UCI dal 2015 al 2020, vincendo una tappa al Tour of California 2017.

## Palmarès

### Pista
- 2011 (Juniores)

Campionati europei, Inseguimento a squadre Junior (con Owain Doull, Samuel Lowe e Joshua Papworth)
Campionati europei, Inseguimento individuale Junior
Campionati britannici, Inseguimento individuale Junior
- 2014

Dudenhofen Sprint Meeting, Omnium
Campionati europei, Inseguimento a squadre (con Ed Clancy, Owain Doull e Andrew Tennant)
- 2015

Derby Revolution Series, Inseguimento a squadre (con Steven Burke, Owain Doull e Bradley Wiggins)
Campionati europei, Inseguimento a squadre (con Steven Burke, Owain Doull, Matthew Gibson, Andrew Tennant e Bradley Wiggins)
Derby Revolution Series, Scratch (Glasgow)
- 2016

Derby Revolution Series, Scratch (Manchester)
Derby Revolution Series, Corsa a punti (Manchester)
Campionati del mondo, Corsa a punti
Campionati europei, Corsa a punti Under-23
Derby Revolution Series, Scratch (Londra)

### Strada
- 2011 (Juniores)

Cadence Junior Road Race
- 2012 (Juniores)

3ª tappa, 2ª semitappa Trofeo Karlsberg (Homburg > Homburg)
- 2014 (100% Me, una vittoria)

2ª tappa, 1ª semitappa Triptyque des Monts et Châteaux (Bernissart, cronometro)
- 2016 (Team Wiggins, una vittoria)

3ª tappa, 1ª semitappa Triptyque des Monts et Châteaux (Chièvres, cronometro)
- 2017 (Team Sky, due vittorie)

6ª tappa Tour of California (Big Bear Lake > Big Bear Lake, cronometro)

#### Altri successi
- 2011 (Juniores)

Prologo Isle of Man Junior Tour (cronometro)
- 2016 (Team Wiggins)

Classifica scalatori Triptyque des Monts et Châteaux
- 2017 (Team Sky)

Classifica generale Hammer Sportzone Limburg
- 2018 (Team Sky)

1ª tappa, 2ª semitappa Settimana Internazionale di Coppi e Bartali (Gatteo a Mare > Gatteo, cronosquadre)

## Piazzamenti

### Grandi Giri
- Giro d'Italia

2020: 133º

### Classiche monumento
- Giro delle Fiandre

2017: ritirato
- Parigi-Roubaix

2017: fuori tempo massimo

### Competizioni mondiali
- Campionati del mondo su pista

Invercargill 2012 - Omnium Junior: 2º
Invercargill 2012 - Inseguimento individuale Junior: 4º
Minsk 2013 - Omnium: 8º
Cali 2014 - Inseguimento a squadre: 8º
Cali 2014 - Scratch: 13º
Cali 2014 - Americana: 15º
Saint-Quentin-en-Yvelines 2015 - Omnium: 12º
Saint-Quentin-en-Yvelines 2015 - Americana: 8º
Londra 2016 - Inseguimento a squadre: 2º
Londra 2016 - Corsa a punti: vincitore
- Campionati del mondo su strada

Copenaghen 2011 - Cronometro Junior: 8º
Copenaghen 2011 - In linea Junior: 34º
Valkenburg 2012 - Cronometro Junior: 17º
Valkenburg 2012 - In linea Junior: 5º
Toscana 2013 - In linea Under-23: ritirato
Ponferrada 2014 - Cronometro Under-23: 6º
Doha 2016 - Cronometro Under-23: 15º
Doha 2016 - In linea Under-23: 9º
Bergen 2017 - In linea Elite: ritirato

### Competizioni europee
- Campionati europei su pista

Anadia 2011 - Inseguimento a squadre Junior: vincitore
Anadia 2011 - Inseguimento individuale Junior: vincitore
Anadia 2011 - Americana Junior: 8º
Anadia 2012 - Inseguimento a squadre Junior: 2º
Anadia 2012 - Inseguimento individuale Junior: 3º
Anadia 2012 - Omnium Junior: 3º
Anadia 2012 - Americana Junior: 10º
Anadia 2013 - Inseguimento individuale Under-23: 8º
Anadia 2013 - Omnium Under-23: 5º
Anadia 2013 - Americana Under-23: 5º
Apeldoorn 2013 - Corsa a punti: ritirato
Apeldoorn 2013 - Americana: 13º
Baie-Mahault 2014 - Inseguimento a squadre: vincitore
Baie-Mahault 2014 - Omnium: 2º
Grenchen 2015 - Inseguimento a squadre: vincitore
Grenchen 2015 - Omnium: 3º
Montichiari 2016 - Corsa a punti Under-23: vincitore
Montichiari 2016 - Americana Under-23: 7º
- Campionati europei su strada

Plumelec 2016 - Cronometro Under-23: 33º
Plumelec 2016 - In linea Under-23: 70º